# Matière sèche
Pour les articles homonymes, voir MS.
La matière sèche (MS), ou résidu sec, est ce que l'on obtient lorsqu'on retire l'eau d'un produit.
Le pourcentage de matière sèche est le ratio entre la masse de la matière sèche et la masse de la matière non sèche (hydratée).
Ainsi le pourcentage de matière sèche (% MS) est quasi nul pour les gaz, est variable pour un être vivant (environ 5 à 10 % pour un végétal, environ 35 % pour un être humain adulte), mais avec certains matériaux il frôle 100 % MS (sables…).[réf. nécessaire]
Mis à part ses propriétés d'hydratation, l'eau ne nourrit pas : en nutrition, il est donc très important de connaître le pourcentage de matière sèche d'un aliment lors du calcul de ratios.[réf. nécessaire]
Dans le domaine de la logistique forestière, la matière sèche est utilisée pour connaître la quantité de matière approvisionnée.
Pour comptabiliser facilement les flux de matière sèche on utilise le terme "atrotonne", c'est-à-dire une tonne de matière sèche.
Le terme "atrotonne" est utilisé dans le domaine de la logistique forestière pour désigner une unité de mesure spécifique à la matière sèche des produits forestiers. Une atrotonne est équivalente à une tonne métrique de matière sèche.
Le préfixe "atro-" dans "atrotonne" fait référence à "atrophie" ou "sans eau", indiquant que la mesure est spécifique à la matière sèche. C'est une façon de différencier la quantité de matière sèche d'une quantité totale qui pourrait inclure de l'eau ou d'autres composants non essentiels.
Il convient de noter que le terme "atrotonne" est relativement spécialisé et spécifique au domaine de la logistique forestière. Il n'est pas couramment utilisé en dehors de ce contexte particulier.

## Taux de matières volatiles sèches (MVS)
La matière sèche est constituée de matières minérales et de matières organiques qui sont appelées matières volatiles sèches. La concentration en MVS est un taux par rapport à la matière sèche totale. Le suivi de ce taux permet de connaître la stabilité d'une boue d'épuration.[réf. nécessaire]
On la calcule sur de l'eau filtrée en soustrayant du poids à sec après un séchage à 105 °C le poids cuit après calcination à 550 °C.[réf. nécessaire]

## Exemple de teneur en matière sèche de différentes cultures
En 2013 en France, on constatait les rendements moyens suivants pour ces grandes cultures :
- Colza, Tournesol : environ 3 tonnes par hectare pour les graines (les plantes entières donnent environ 10 tonnes par hectare de matière sèche)
- Blé : 7,1 tonnes par hectare
- Maïs grain : 9,7 tonnes par hectare dont 8,2 tonnes de matière sèche
- Maïs fourrager : 12,5 tonnes par hectare de matière sèche
- Pomme de terre : 45,4 tonnes par hectare dont 9 tonnes de matière sèche
- Canne à sucre : 75,2 tonnes par hectare dont 10 tonnes de matière sèche
- Chou à choucroute : 75,2 tonnes par hectare dont 7 tonnes de matière sèche
- Betterave : 97 tonnes par hectare dont 21 tonnes de matière sèche
- Cultures destinées spécifiquement à la production de biomasse : les plantes en C4 sont avantagées (les matières sèches indiquées sont à considérer en fonction de leur teneur plus ou moins importante en silice et en cendre) :
  - Chanvre (Hibiscus cannabinus), 18 tonnes par hectare[3].
  - Topinambour : 25 tonnes de matière sèche par hectare[3]
  - Sorgho à fibres (Sorghum bicolor) : 28 tonnes de matière sèche par hectare[3].
  - Chardon (Cynara cardunculus), 30 tonnes par hectare[3].
  - Jonc (Arundo donax), 37 tonnes par hectare[3].
  - Miscanthus sinensis, 37 tonnes par hectare[3].

Attention, pour calculer le rendement global d'une parcelle, il faut tenir compte des intrants nécessaires (engrais, eau, traitements phytosanitaires) à la culture et de l'indispensable rotation des cultures. En tenant compte de ces éléments, Miscanthus et Jonc sont les cultures qui présentent le meilleur rendement en matière sèche.[réf. nécessaire]